# Kamenná stéla (Mrchojedy)
Smírčí kříž či také Kamenný muž je pískovcová stéla nacházející se při silnici v obci Mrchojedy. Objekt je kulturní památkou.

## Popis
Kamenná stéla se nachází na východním okraji obce Mrchojedy při rozcestí polní cesty do Talmberka a silnice vedoucí do Nového dvora, přibližně na hranici katastrů Samopše a Talmberk. Asi 84 cm vysoký kámen má tvar písmene T, na jeho přední straně je vytesána postava muže s helmicí, suknicí a překříženýma rukama na hrudi, napravo od postavy je vyobrazeno kopí. Na zadní straně kamene je vyhloubeno pět mělkých důlků a jeden hlubší, tři další důlky jsou na horní hraně. Kámen je silně zvětralý, zpočátku měl nejspíše tvar kříže. Původně se kámen nacházel jižněji v prostoru dnešní silnice, která byla stavěna v letech 1926 a 1927. Podle zprávy z roku 1940 byly při stavbě silnice nalezeny zbytky příkopu hradiště a několik koster.

## Historie
V prvním dokladu o kamení v knize Kutnohorsko slovem i obrazem z roku 1914 píše Josef Zavadil: U cesty mrchojedské stojí tak zvaný Kamenný muž; lid tvrdí, že na tomto místě zastřelen byl roku 1813 Rus, vojín, jiní praví, že to zkamenělý pasák. Poslední studie Vaňka a Bernata klade kámen do souvislosti s opevněním, které bylo poblíž kamene nalezeno. Opevnění ztotožňují s osadou Hradištko, doloženou v listině z roku 1337. Tento tehdy již pomístní název považují za lokaci Hradiště, sídlo Hroznaty z Úžic, zmiňované v pramenech mezi lety 1288 a 1291. Co se týče funkce kamene, oba autoři kámen nepovažují za tzv. smírčí kříž či kámen se sepulkrálním motivem. Za pravděpodobnější uvádí funkci jako hraničního kamene, který odděloval pozemky sázavského kláštera a talmberského panství. Při posunu této hranice, řešené v listině z roku 1337, mohlo dojít k umístění kamene v místech stále výrazného zbytku Hradiště. Původní tvar kříže a vyobrazení ozbrojence nasvědčují, že šlo o kámen symbolicky strážící hranici klášterních pozemků. Hypotézu podporuje i fakt, že kámen není lokálního původu, ale je vytesán do tzv. nučického pískovce, který byl využit při stavbě sázavského kláštera. Podobnou analogií ozbrojence je „smírčí kříž“ v Kladrubech u kostela sv. Jakuba, který je rovněž považován za hraniční kámen benediktinského kláštera v Kladrubech. Na jeho povrchu je z jedné strany vytesán stojící muž opírající se o hůl či jiný dlouhý předmět, z druhé strany je vytesána sekera.

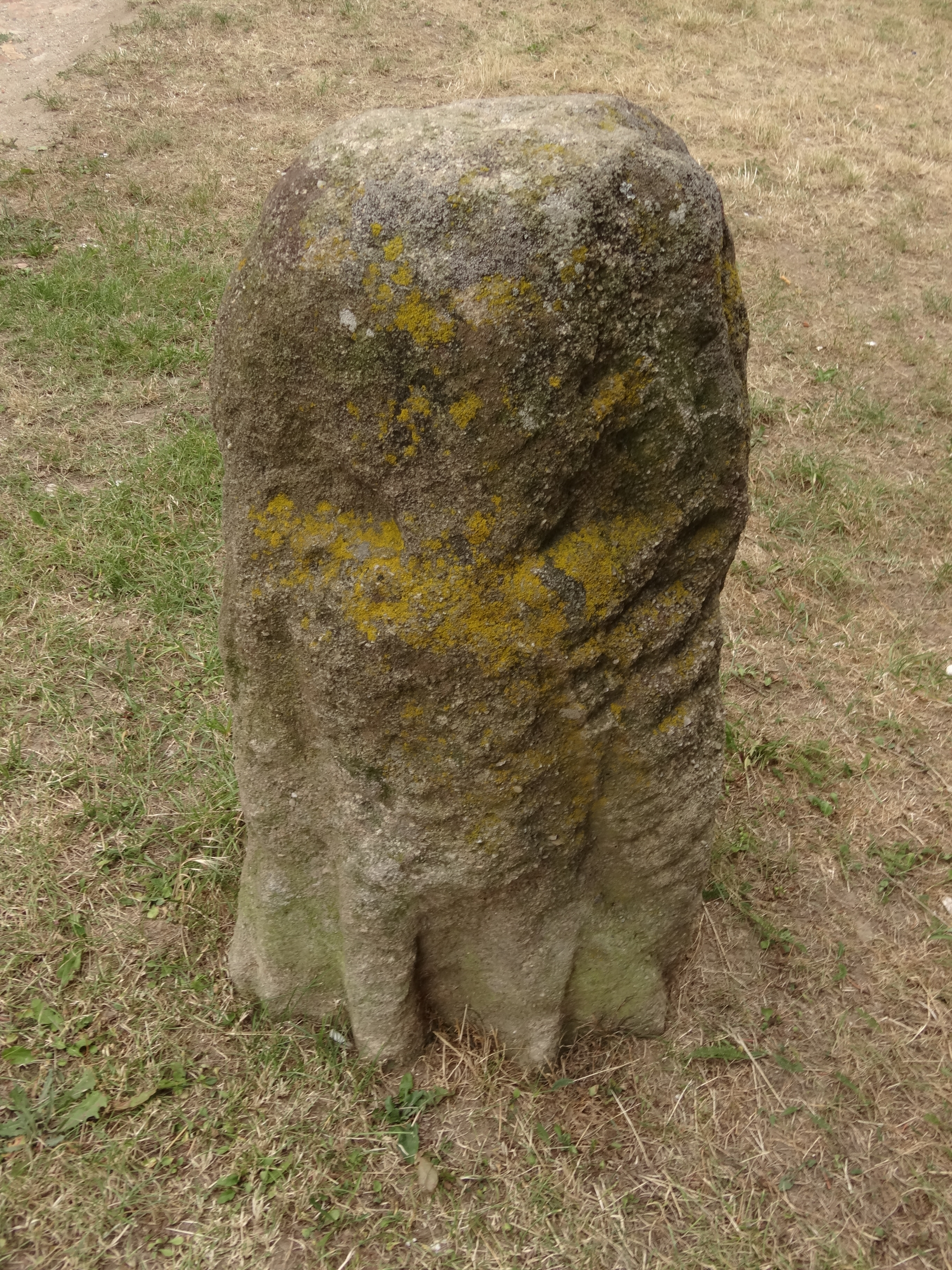
Kámen v Kladrubech s postavou opírající se o hůl

## V populární kultuře
Kámen je součástí krajiny v české hře Kingdom Come: Deliverance. Kvůli svému nejasnému původu je kámen často předmětem různých záhadologických teorií.